# Shelby D. Hunt
Pour les articles homonymes, voir Hunt.
Shelby D. Hunt, né 5 juillet 1939 et mort le 12 juillet 2022, est professeur de marketing américain.

## Biographie
Ses principaux domaines de recherche concernent la concurrence, la stratégie, la théorie du marketing, l'éthique et la philosophie des sciences.
Il enseigne à l'université d'État du Michigan.
Auparavant, il était rédacteur en chef du Journal of Marketing (1984-1987) et professeur de marketing à l'Université du Wisconsin à Madison (1974-1980).
Son article, The Commitment-Trust Theory of Relationship Marketing (Journal of Marketing) en 1994 avec Robert M. Morgan, est l'article le plus cité dans le domaine de la recherche en marketing dans la période 1993 à 2003[réf. nécessaire].